# Liste der Monuments historiques in Ozoir-la-Ferrière
Die Liste der Monuments historiques in Ozoir-la-Ferrière führt die Monuments historiques in der französischen Gemeinde Ozoir-la-Ferrière auf.

## Liste der Bauwerke
| Bezeichnung        | Beschreibung   | Standort              | Kennzeichnung | Schutzstatus | Datum | Bild           |
| ------------------ | -------------- | --------------------- | ------------- | ------------ | ----- | -------------- |
| Bauernhaus Pereire | Erbaut 1860/80 | La Belle-Croix (Lage) | PA00087353    | Inscrit      | 1992  | weitere Bilder |
| Kirche St-Martin   |                | (Lage)                | PA00087186    | Inscrit      | 1926  | weitere Bilder |

## Liste der Objekte
Zum Verständnis siehe: Kirchenausstattung
- Monuments historiques (Objekte) in Ozoir-la-Ferrière in der Base Palissy des französischen Kultusministeriums